# آلبرت مکیادی
آلبرت مکیادی (انگلیسی: Albert Makiadi؛ زادهٔ ۱۱ ژوئن ۱۹۹۷) بازیکن فوتبال اهل فرانسه است.
از باشگاه‌هایی که در آن بازی کرده‌است می‌توان به باشگاه فوتبال آژاکسیو اشاره کرد.
وی همچنین در تیم ملی فوتبال France U16 بازی کرده‌است.